# Cocktail Chic
 (novembre 2021).
Cocktail Chic est un groupe de quatre chanteuses qui a représenté la France au Concours Eurovision de la chanson 1986.

## Composition du groupe
Le groupe était composé de deux sœurs, Dominique Poulain (née Bonnevay) (1949) et Catherine Welch (née Bonnevay) (1952), et de leurs cousines Martine Latorre (née Chemener) (1949) et Francine Chantereau (née Chabot) (1951).

## Historique

### Les Fléchettes
À la fin des années 1960, elles ont formé le groupe de choristes Les OP'4, puis dans les années 1970 Les Fléchettes qui accompagnait Claude François. Elles ont sorti des albums mais ont surtout exercé comme choristes pour d'autres artistes.
Francine Chantereau et Martine Latorre ont fait partie des cinq choristes qui ont accompagné Marie Myriam, la représentante de la France qui remporta le Concours Eurovision de la chanson 1977 avec la chanson L'Oiseau et l'Enfant le 7 mai 1977. Le 22 avril 1978, elles ont toutes été choristes pour quatre pays (France, Luxembourg, Monaco et Allemagne) lors du 23e Concours Eurovision de la chanson se déroulant au Palais des congrès de Paris.
En 1993, les 4 chanteuses se sont retrouvées sur scène aux côtés de Dorothée à Bercy pour une série de 6 concerts en tant que choristes.

### Eurovision 1986

#### Sélection française
Le 22 mars 1986, lors d'une émission présentée par Patrice Laffont, le groupe gagne la sélection nationale française face à 13 concurrents. Elles sont sélectionnées sous le nom de Cocktail avec la chanson Européennes, une chanson rythmée parlant avec humour de leur fierté d'être européennes. Elles ont été choisies par un panel de téléspectateurs interrogés par téléphone. Cette chanson a été écrite, composée et produite par Georges et Michel Costa, deux choristes de studio qui se sont illustrés majoritairement dans le milieu fermé des jingles radio.

#### Finale du concours
Le 3 mai 1986, au Concours Eurovision de la chanson organisé à Bergen en Norvège, les anciennes Fléchettes devenues Cocktail ont, pour l'occasion, rajouté au nom du groupe l'adjectif « Chic ». Le groupe interpréta donc le titre Européennes. Cocktail Chic est le 2e groupe à représenter la France au Concours Eurovision de la chanson après Profil en 1980. Elle passe en troisième position sur la scène, interprétant la chanson intégralement en français et sous la direction du chef d'orchestre Jean-Claude Petit.
Au terme du vote finale des pays, Cocktail Chic s'est classé 17e sur 20 avec 13 points seulement.
Le titre sera édité en 45T, proposant en face B une version anglaise : European Girls.